# Stefan Klinger
Stefan Klinger (* 24. April 1978 in Anger) ist ein deutscher Skibergsteiger und war Mitglied in der deutschen Nationalmannschaft Skibergsteigen.
Über ihn kam auch seine Freundin Stefanie Koch zum Skibergsteigen, die sehr erfolgreich als Mitglied der deutschen Nationalmannschaft an Wettkämpfen teilnahm.

## Sportliche Erfolge (Auswahl)
- 2003: 1. Platz beim Skibergrennen am Predigtstuhl
- 2004:
  - 6. Platz beim Mountain Attack Tour-Herren, Saalbach
  - 11. Platz bei der Weltmeisterschaft Skibergsteigen Staffel (mit Stachel, Reithmeier und Steurer), Val d’Aran[1]
- 2005:
  - 4. Platz deutsche Meisterschaft Skibergsteigen Single
  - 3. Platz in der Herrenstaffel (mit Steurer, Graßl, Nickaes) bei der Europameisterschaft in Andorra
  - 5. Platz beim Mountain Attack Tour-Herren, Saalbach
- 2007:
  - 3. Platz deutsche Meisterschaft Skibergsteigen Single
  - 3. Platz deutsche Meisterschaft Vertical Race
  - 4. Platz in der Herrenstaffel (mit Steurer, Lex, Echtler) bei der Europameisterschaft in Frankreich
- 2008:
  - 1. Platz deutsche Meisterschaft Skibergsteigen Team
  - 6. Platz Weltmeisterschaft Skibergsteigen Staffel (mit Steurer, Strobel und Lex)
  - 7. Platz bei der Patrouille des Glaciers (zusammen mit Graßl und Steurer)